# Lista de prêmios e indicações recebidos por Lília Cabral
A seguir, uma lista de prêmios e indicações recebidos por Lília Cabral. Nascida no Brasil, em 1957, a atriz consolidou uma das mais bem-sucedidas carreiras no cenário audiovisual brasileiro, o que lhe rendeu diversos prêmios e indicações em festivais nacionais e internacionais. 

## Brazilian Film Festival of Miami
O Brazilian Film Festival of Miami (BFFM) é um festival de filmes brasileiros ou de língua portuguesa que ocorre anualmente na cidade de Miami, EUA.
| Ano  | Categoria    | Trabalho | Resultado | Ref.  |
| ---- | ------------ | -------- | --------- | ----- |
| 2010 | Melhor Atriz | Divã     | Venceu    | [ 1 ] |

## Emmy Award
O Prêmio Emmy Internacional é concedido pela Academia Internacional das Artes & Ciências Televisivas (IATAS) em reconhecimento aos melhores programas de televisão inicialmente produzidos e exibidos fora dos Estados Unidos. O evento é realizado desde 1973.
| Ano  | Categoria                 | Trabalho        | Resultado | Ref.  |
| ---- | ------------------------- | --------------- | --------- | ----- |
| 2007 | Melhor Atriz em Televisão | Páginas da Vida | Indicada  | [ 3 ] |
| 2010 | Melhor Atriz em Televisão | Viver a Vida    | Indicada  | [ 4 ] |

## Grande Prêmio do Cinema Brasileiro
Criado em 2002 pela Academia Brasileira de Cinema, o Grande Prêmio do Cinema Brasileiro é a maior e mais prestigiada premiação do cinema nacional. Desde 2004, a votação passou a ser feita via internet, pelo site da Academia, e cada sócio recebe uma senha eletrônica para votar. A apuração é feita pela PricewaterhouseCoopers, a mesma empresa de auditoria que faz a apuração do Oscar.
| Ano  | Categoria                          | Trabalho | Resultado | Ref. |
| ---- | ---------------------------------- | -------- | --------- | ---- |
| 2010 | Melhor Atriz em Papel Protagonista | Divã     | Venceu    |      |

## Melhores do Ano
O Troféu Domingão Melhores do Ano, ou apenas Melhores do Ano, é uma premiação realizada anualmente pelo programa de televisão brasileiro Domingão do Faustão, da Rede Globo, em que o público vota entre três artistas que brilharam e fizeram sucesso durante o ano na emissora e na música. Os artistas são previamente escolhidos pelos seus funcionários e os três melhores vão para a votação do público.
| Ano  | Categoria                  | Trabalho          | Resultado | Ref.  |
| ---- | -------------------------- | ----------------- | --------- | ----- |
| 2006 | Melhor Atriz em Telenovela | Páginas da Vida   | Indicada  |       |
| 2008 | Melhor Atriz Coadjuvante   | A Favorita        | Indicada  |       |
| 2009 | Melhor Atriz em Telenovela | Viver a Vida      | Indicada  |       |
| 2011 | Melhor Atriz em Telenovela | Fina Estampa      | Venceu    | [ 8 ] |
| 2014 | Melhor Atriz em Telenovela | Império           | Indicada  | [ 9 ] |
| 2017 | Personagem do Ano          | A Força do Querer | Venceu    |       |

## Prêmio Arte Qualidade Brasil
Criado em 1977, o Prêmio Qualidade Brasil tinha, inicialmente, o objetivo homenagear as melhores produções e profissionais do Teatro e Televisão do Brasil. A partir de 2013, o prêmio passou a homenagear apenas os melhores do Teatro da cidade de São Paulo.
| Ano  | Categoria                                 | Trabalho        | Resultado | Ref.   |
| ---- | ----------------------------------------- | --------------- | --------- | ------ |
| 2005 | Melhor Atriz em Peça Teatral              | Maria do Caritó | Venceu    | [ 11 ] |
| 2007 | Melhor Atriz em Televisão                 | Páginas da Vida | Indicada  | [ 12 ] |
| 2008 | Melhor Atriz Coadjuvante em Televisão     | A Favorita      | Venceu    | [ 1 ]  |
| 2010 | Melhor Atriz em Peça Teatral              | Maria do Caritó | Venceu    |        |
| 2011 | Melhor Atriz em Série ou Projeto Especial | Divã            | Indicada  |        |

## Prêmio Contigo! de Cinema Nacional
O Prêmio Contigo! do Cinema Nacional é um evento da revista Contigo, realizado anualmente desde 2006, que contempla as melhores produções, atores, diretores e profissionais do cinema brasileiro. Os vencedores são definidos por um juri oficial montado pela revista Contigo, e também por um júri popular, que vota pela internet.
| Ano  | Categoria                        | Trabalho | Resultado | Ref.  |
| ---- | -------------------------------- | -------- | --------- | ----- |
| 2010 | Melhor Atriz (pelo júri oficial) | Divã     | Indicada  | [ 1 ] |
| 2010 | Melhor Atriz (pelo júri popular) | Divã     | Venceu    | [ 1 ] |

## Prêmio Contigo! de TV
O Prêmio Contigo! de TV é um evento da revista Contigo, realizado anualmente desde 1996, que contempla as melhores produções, atores, diretores e profissionais da televisão brasileira.
| Ano  | Categoria                  | Trabalho        | Resultado | Ref.   |
| ---- | -------------------------- | --------------- | --------- | ------ |
| 2007 | Melhor Atriz em Telenovela | Páginas da Vida | Venceu    | [ 1 ]  |
| 2009 | Melhor Atriz Coadjuvante   | A Favorita      | Indicada  |        |
| 2010 | Melhor Atriz em Telenovela | Viver a Vida    | Indicada  | [ 14 ] |
| 2012 | Melhor Atriz em Telenovela | Fina Estampa    | Venceu    | [ 15 ] |
| 2015 | Melhor Atriz em Telenovela | Império         | Venceu    | [ 16 ] |

## Prêmio Extra de Televisão
O Prêmio Extra de Televisão é realizado desde 1998 pelo jornal Extra, premiando os melhores da televisão brasileira.
| Ano  | Categoria                             | Trabalho        | Resultado | Ref.   |
| ---- | ------------------------------------- | --------------- | --------- | ------ |
| 2006 | Melhor Atriz em Televisão             | Páginas da Vida | Venceu    | [ 17 ] |
| 2008 | Melhor Atriz Coadjuvante em Televisão | A Favorita      | Indicada  | [ 18 ] |
| 2014 | Melhor Atriz em Televisão             | Império         | Venceu    | [ 19 ] |

## Prêmio Mambembe
Troféu Mambembe foi criado pelo Ministério da Cultura do Brasil (MinC) em maio de 1977, com o objetivo de distinguir e premiar a produção teatral centralizada no eixo Rio-São Paulo. A premiação se realizava anualmente, através da indicação de comissões julgadoras formadas cada ano nos dois estados.
| Ano  | Categoria                          | Trabalho             | Resultado | Ref. |
| ---- | ---------------------------------- | -------------------- | --------- | ---- |
| 1982 | Melhor Atriz em Papel Protagonista | Cinderela, Cinderela | Venceu    |      |

## Prêmio Quem
O Prêmio Quem é realizado desde 2007 pela Revista Quem, premiando os melhores da televisão brasileira, cinema, música, moda, gastronomia, literatura e teatro.
| Ano  | Categoria                 | Trabalho     | Resultado | Ref.   |
| ---- | ------------------------- | ------------ | --------- | ------ |
| 2009 | Melhor Atriz em Televisão | Viver a Vida | Venceu    | [ 22 ] |
| 2011 | Melhor Atriz em Televisão | Fina Estampa | Indicada  | [ 23 ] |
| 2014 | Melhor Atriz em Televisão | Império      | Indicada  | [ 24 ] |

## Prêmio Shell
Prêmio Shell é o nome de um evento cultural patrocinado pela multinacional Shell do Brasil, cujo objetivo é premiar os grandes destaques da música popular brasileira e teatro. O Prêmio Shell de teatro foi criado em 1988, para contemplar, ano a ano, os artistas e espetáculos de melhor desempenho nas temporadas teatrais do Rio de Janeiro e de São Paulo.
| Ano  | Categoria                          | Trabalho                            | Resultado | Ref.   |
| ---- | ---------------------------------- | ----------------------------------- | --------- | ------ |
| 1993 | Melhor Atriz em Papel Protagonista | Solteira, Casada, Viúva, Divorciada | Venceu    | [ 1 ]  |
| 2005 | Melhor Atriz em Papel Protagonista | Divã                                | Indicada  | [ 26 ] |
| 2010 | Melhor Atriz em Papel Protagonista | Maria do Caritó                     | Indicada  |        |

## Troféu APCA
Associação Paulista de Críticos de Arte, ou simplesmente APCA, é uma entidade brasileira sem fins lucrativos sediada em São Paulo mantida pelo trabalho voluntário e pela contribuição anual dos associados. Originou-se da seção paulista da Associação Brasileira de Críticos Teatrais. A APCA premia com o Troféu APCA nas categorias mais diversas, como : Arquitetura, Artes Visuais, Cinema, Dança, Literatura, Teatro, Teatro Infantil e Televisão, entre outros. 
| Ano  | Categoria                 | Trabalho        | Resultado | Ref.   |
| ---- | ------------------------- | --------------- | --------- | ------ |
| 2006 | Melhor Atriz em Televisão | Páginas da Vida | Venceu    | [ 27 ] |

## Troféu Imprensa
O “Troféu Imprensa” (TI) é uma premiação realizada pelo canal brasileiro SBT, sendo considerada o Oscar da TV brasileira.
| Ano  | Categoria                 | Trabalho        | Resultado | Ref.                |
| ---- | ------------------------- | --------------- | --------- | ------------------- |
| 2007 | Melhor Atriz em Televisão | Páginas da Vida | Venceu    | [carece de fontes?] |
| 2010 | Melhor Atriz em Televisão | Viver a Vida    | Venceu    | [carece de fontes?] |
| 2012 | Melhor Atriz em Televisão | Fina Estampa    | Venceu    | [ 28 ]              |
| 2015 | Melhor Atriz em Televisão | Império         | Venceu    | [ 29 ]              |

### Troféu Internet
O “Troféu Internet” (TIn) é uma premiação que acontece junto com o Troféu Imprensa, porém, quem decide os vencedores é o público.
| Ano  | Categoria                 | Trabalho          | Resultado | Ref. |
| ---- | ------------------------- | ----------------- | --------- | ---- |
| 2007 | Melhor Atriz em Televisão | Páginas da Vida   | Venceu    |      |
| 2015 | Melhor Atriz em Televisão | Império           | Indicada  |      |
| 2018 | Melhor Atriz em Televisão | A Força do Querer | Indicada  |      |

## Outros Prêmios
| Ano  | Premiação                                  | Categoria                          | Trabalho              | Resultado | Ref.   |
| ---- | ------------------------------------------ | ---------------------------------- | --------------------- | --------- | ------ |
| 1997 | Prêmio Sharp de Teatro                     | Melhor Atriz em Papel Protagonista | O Futuro do Pretérito | Venceu    | [ 30 ] |
| 2006 | Prêmio TV Press                            | Melhor Atriz                       | Páginas da Vida       | Venceu    |        |
| 2010 | Prêmio Melhores da Revista da TV - O Globo | Melhor Atriz                       | Viver a Vida          | Venceu    |        |
| 2010 | Melhores do Ano - IG                       | Melhor Atriz                       | Viver a Vida          | Venceu    |        |
| 2011 | Prêmio Contigo! de Teatro                  | Melhor Atriz em Papel Protagonista | Maria do Caritó       | Venceu    |        |
| 2011 | Isto É Gente                               | Personalidade do Ano               | Fina Estampa          | Venceu    | [ 31 ] |
| 2019 | Festival de Cinema da Lapa                 | Troféu Tropeiro                    | Homenagem             | Venceu    | [ 32 ] |
| 2019 | Cine Ceará                                 | Troféu Eusélio Oliveira            | Homenagem             | Venceu    | [ 33 ] |
| 2019 | Troféu Nelson Rodrigues                    | Artes                              | Homenagem             | Venceu    | [ 34 ] |